# رينهارد سيناغا
رينهارد تامبوس مارولي توا سيناغا (Reynhard Tambos Maruli Tua Sinaga) (مواليد 19 فبراير 1983) هو مغتصب متسلسل إندونيسي أدين بـ 159 جريمة جنسية، بما في ذلك 136 حالة اغتصاب لشبان ارتكبت في مانشستر ، إنجلترا، في الفترة بين عامي 2015 و 2017، حيث كان يعيش كطالب متعلم بالغ. وأدين بتهمة التخدير والاعتداء الجنسي على 48 رجلاً خلال هذه الفترة، 44 منهم اغتصبهم، رغم أن الشرطة تعتقد أنه كان يسيء إليهم منذ سنوات. حوكم سيناغا في أربع محاكمات بين عامي 2018 و 2020 وحكم عليه بـ 88 حكماً بالسجن المؤبد لمدة لا تقل عن 30 عامًا. ووصف الادعاء سيناغا بأنه أكثر المغتصبين غزارة في التاريخ القانوني البريطاني.
وتعتقد الشرطة أن سيناغا اغتصب أو اعتدى على 195 رجلاً على الأقل منذ عام 2005، قبل عامين من وصوله إلى المملكة المتحدة. في مانشستر، انتظر الضحايا المحتملين خارج النوادي الليلية والحانات وأماكن مماثلة في الساعات الأولى. ثم يعرض عليهم الإقامة في شقته، بعد ذلك قاموا بتخدير واغتصاب ضحاياه.. بعد بعض الاعتداءات، قام بالتفاخر بأفعاله على واتساب.